# Biserica de lemn din Butești, Teleorman

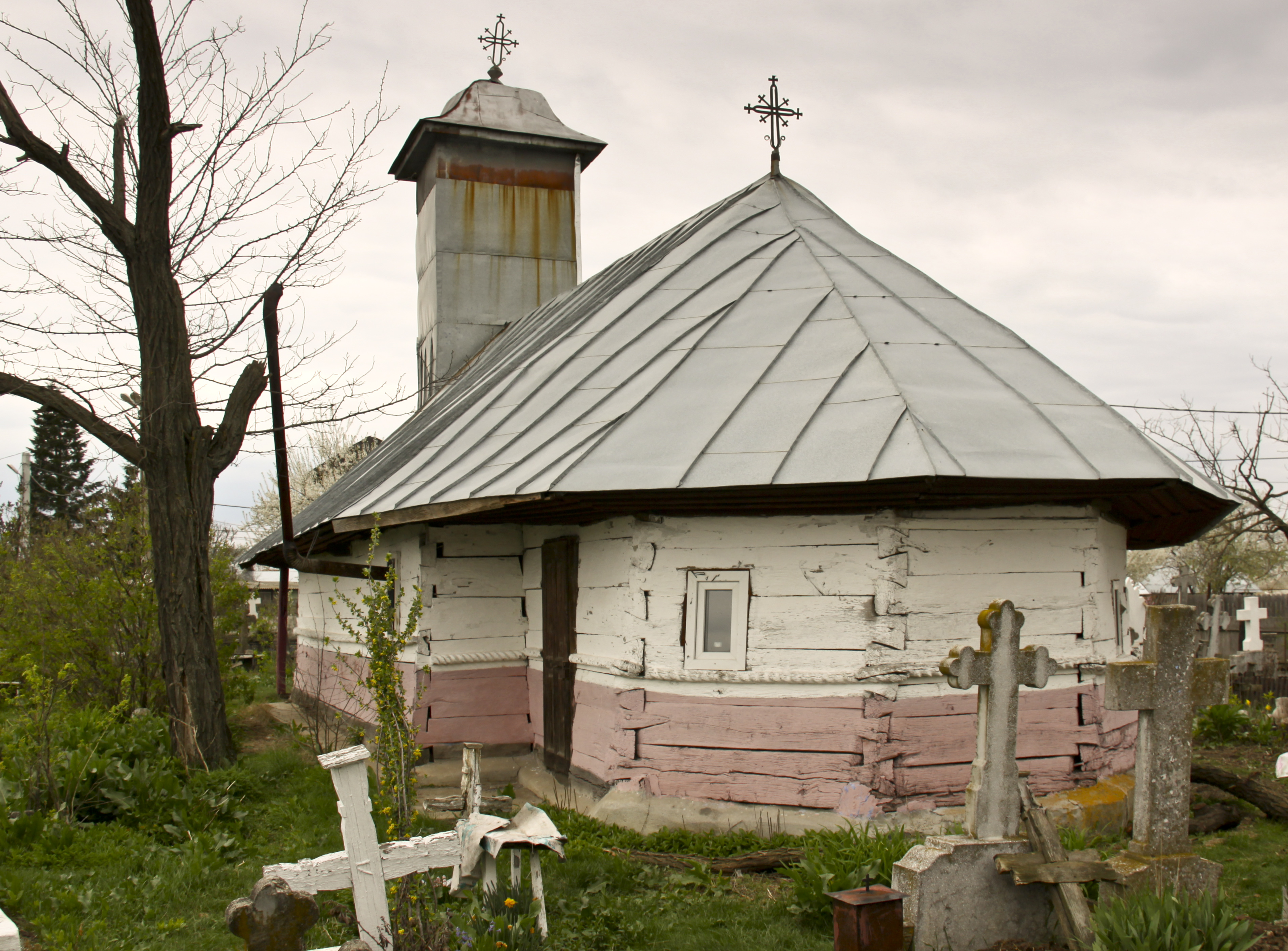
Biserica de lemn din Buteşti, județul Teleorman. Foto: aprilie 2011

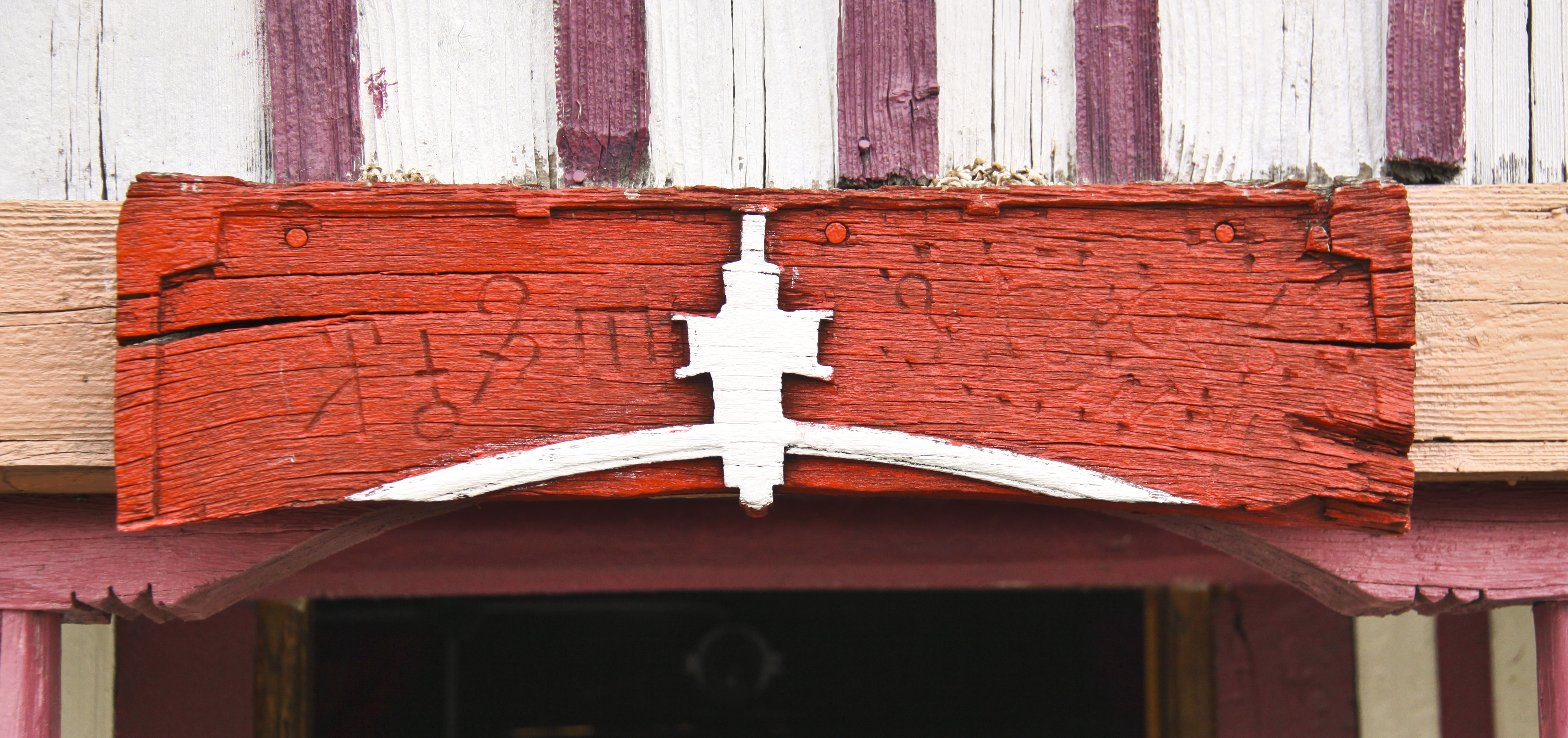
Datarea din anul 7307 al erei bizantine, anii 1798-1799 ai erei noastre, de pe piesa portalului de la intrarea în tindă, mutată peste intrarea în pridvor. Foto: aprilie 2011

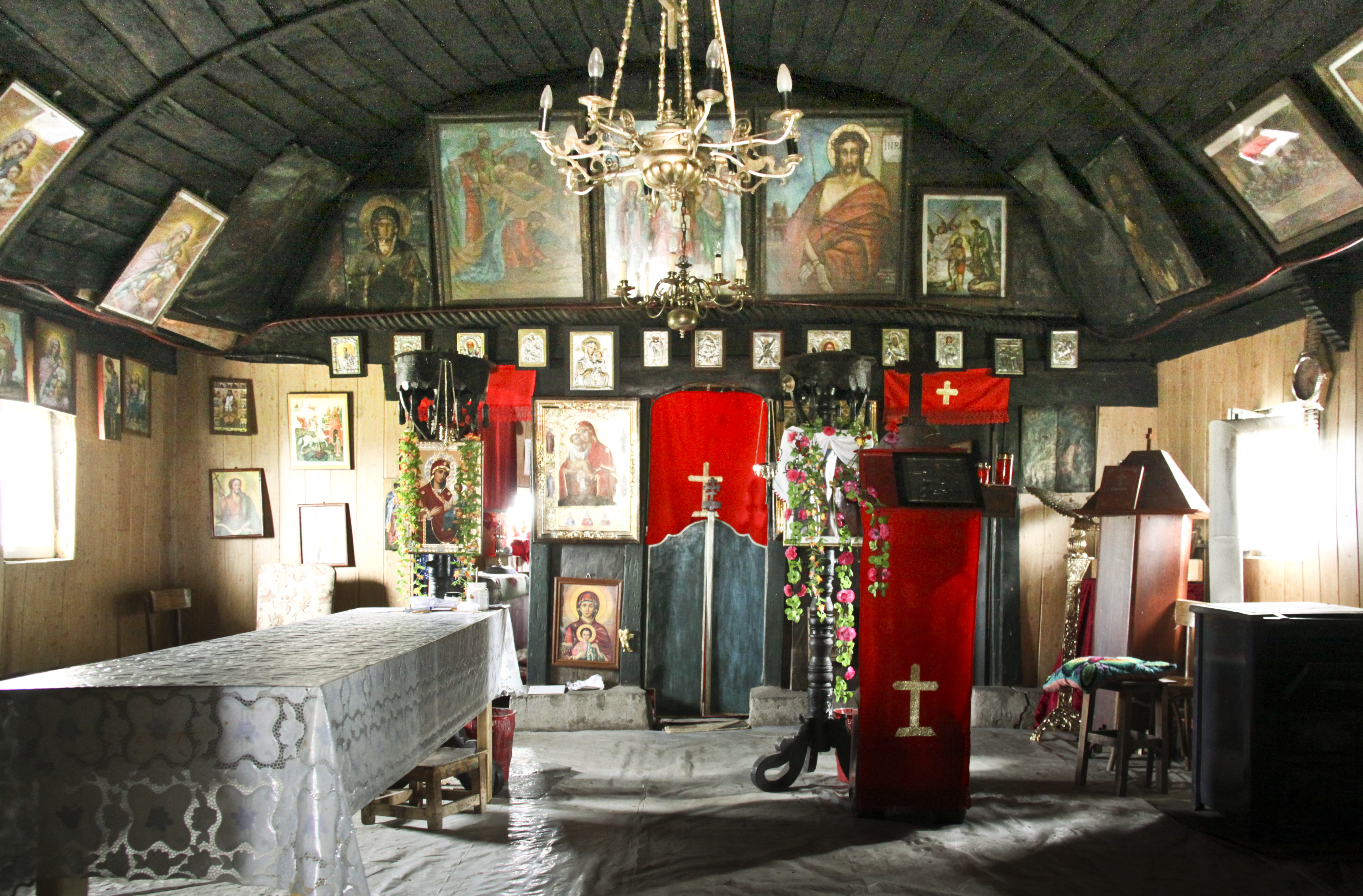
Interiorul, spre iconostas. Foto: aprilie 2011

Biserica de lemn din Butești se află în localitatea omonimă, comuna Siliștea, județul Teleorman, și poartă hramul „Sfântul Dumitru”. A fost ridicată în anul 7307 al erei bizantine, anii 1798-1799 ai erei noastre, și renovată în a doua jumătate a secolului 19. Se remarcă prin sculpturi decorative la pridvor, intrare, prin funia care încinge biserica și cea de pe tâmpla iconostasului, consolele interioare. Structura de lemn originală se păstrează în condiții bune. Biserica este înscrisă pe noua listă a monumentelor istorice, LMI 2004:  TR-II-m-A-14307.

## Istoric
Biserica este datată de o inscripție în portalul de la intrarea în biserică, mutată, după înălțarea ușii, peste intrarea în pridvor. Ea este scrisă în chirilice și transmite laconic următoarele date: „L[ea]t 7307, Cărstea m[e]șt[er]”. Anul 7307 al erei bizantine corespunde anilor 1798-1799 ai erei noastre.
Ca și alte biserici din zonă, lăcașul din Butești a trecut prin mai multe refaceri și reparații care i-au asigurat existența de la o generație la alta. Interiorul a fost înzestrat cu odoare și icoane la mijlocul secolului 19. În secolul 19 a fost probabil adaus turnul peste pridvor, a fost refăcut acoperișul cu fronton spre vest și a fost îmbrăcat interiorul în blăni verticale. Lărgirea ușii de la intrare, deschiderea unei ieșiri de urgență în altar și schimbarea învelitorii de șiță cu tablă fac parte din măsurile preventive în caz de incendiu, implementate în zonă după 1930. Renovarea recentă a adus cu sine ferestre termopan, înlocuirea parțială a vechilor blăni de lemn și schimbarea culorilor din vopseaua aplicată la exterior. 

## Trăsături
Biserica din Butești are dimensiuni modeste, planimetrie comună și câteva elemente artistice care o scot în evidență.
De la vest la est, biserica este împărțită în cele patru încăperi tradiționale: pridvor deschis, tindă, naos și altar. Pridvorul are patru stâlpi simpli, probabil secundari, și un fruntar cioplit cu un profil ornamental. Tinda și naosul sunt despărțite de un perete cu ușă și goluri laterale. Altarul este cel mai îngust și terminat poligonal, în cinci laturi. Iconostasul are o funie cioplită puternic în relief peste cele trei uși spre altar. Bolta interioară din naos are formă semicilindrică, în timp ce tinda este tăvănită. Încăperile sunt luminate de un număr redus de ferestre, toate care sunt în funcțiune fiind prevăzute cu termopan. 
Structura originală se păstrează în mare parte și a fost ridicată din bârne de stejar, fasonate din lemne crepate în două. Bârnele au fost încheiate la colțuri în cheotori netede, bisericești, în coadă de rândunică. Bârnele sunt întărite pe verticală cu cepuri, pentru a opri deformările în perete. 

## Imagini din exterior

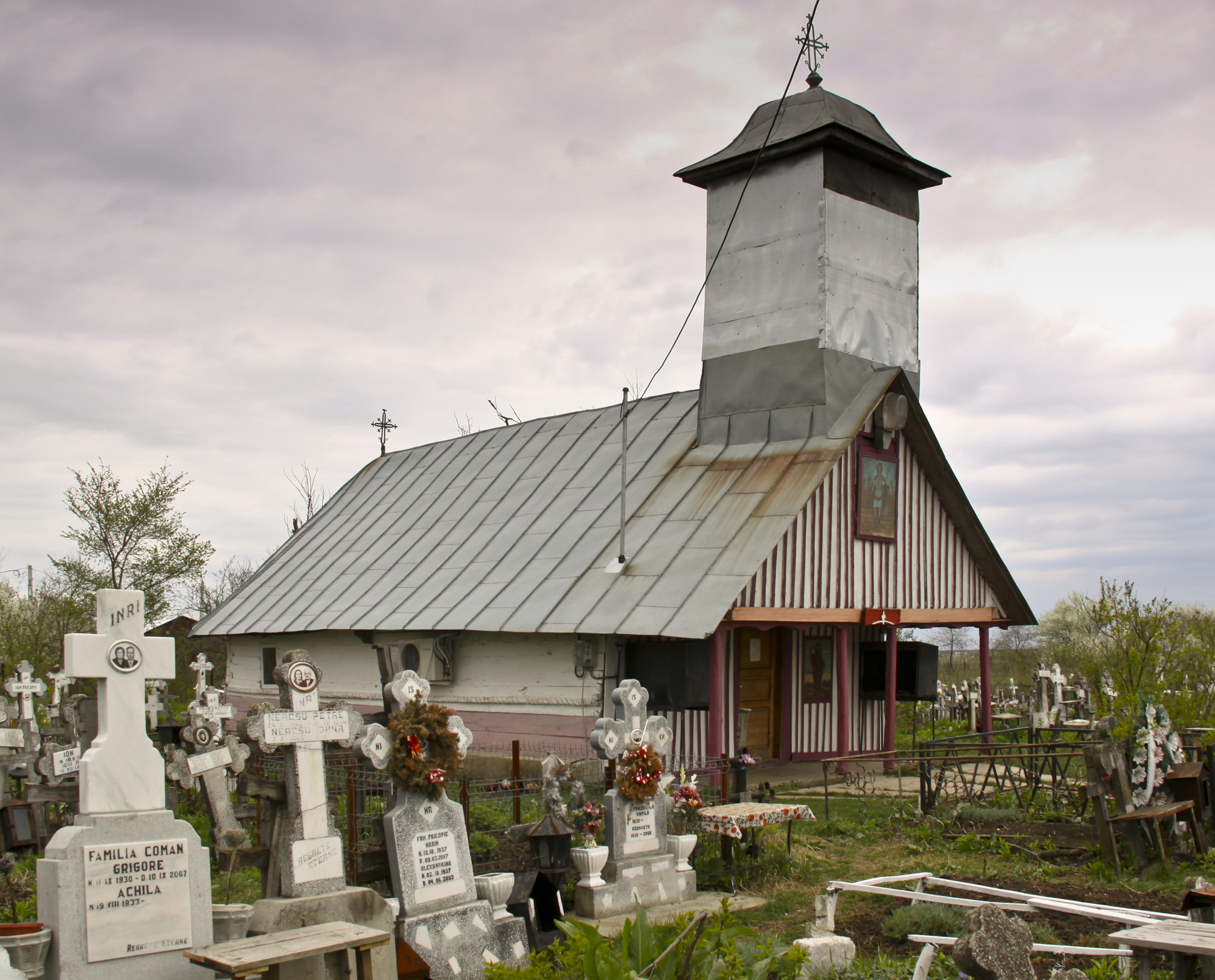
nord-vest
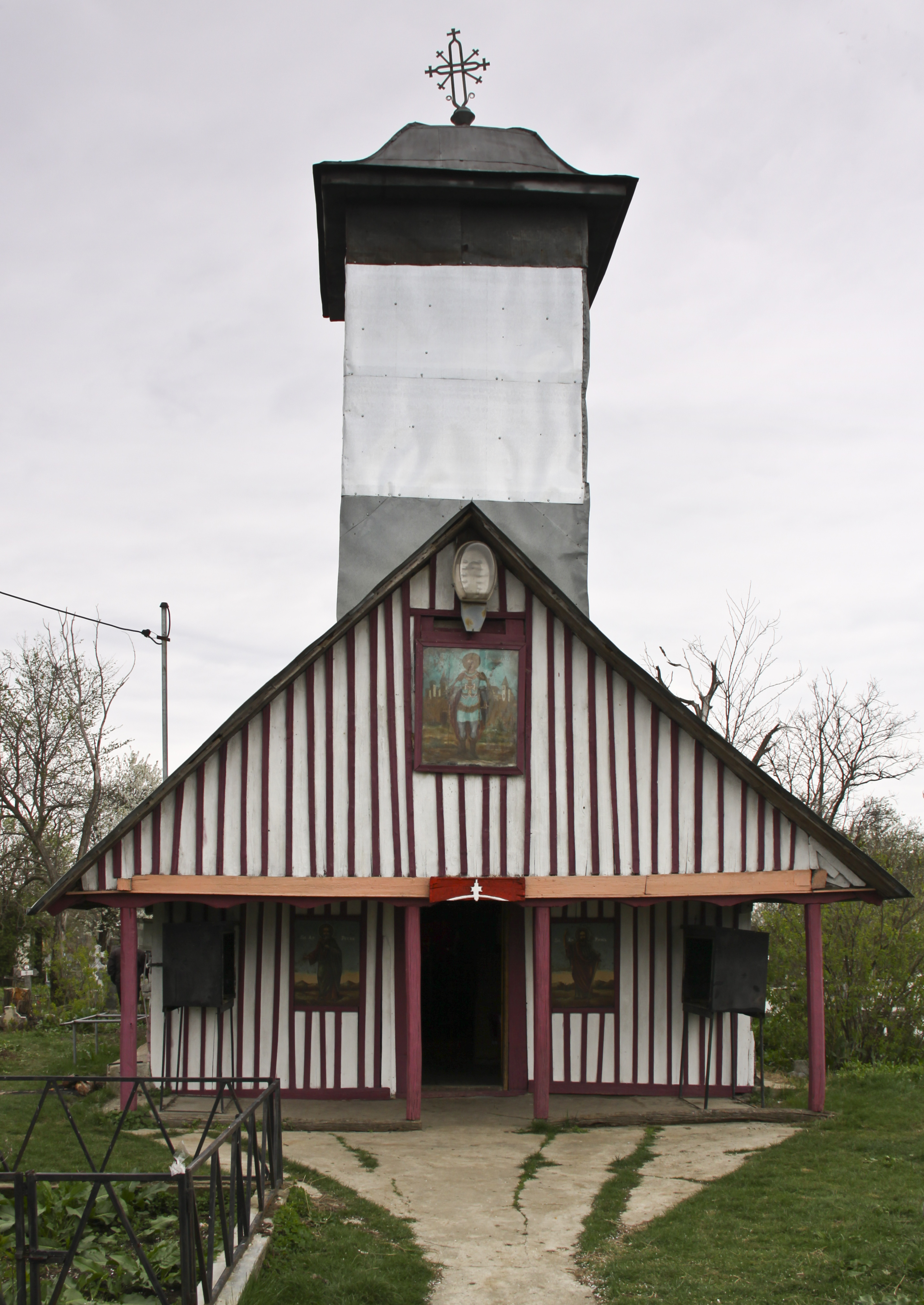
vest
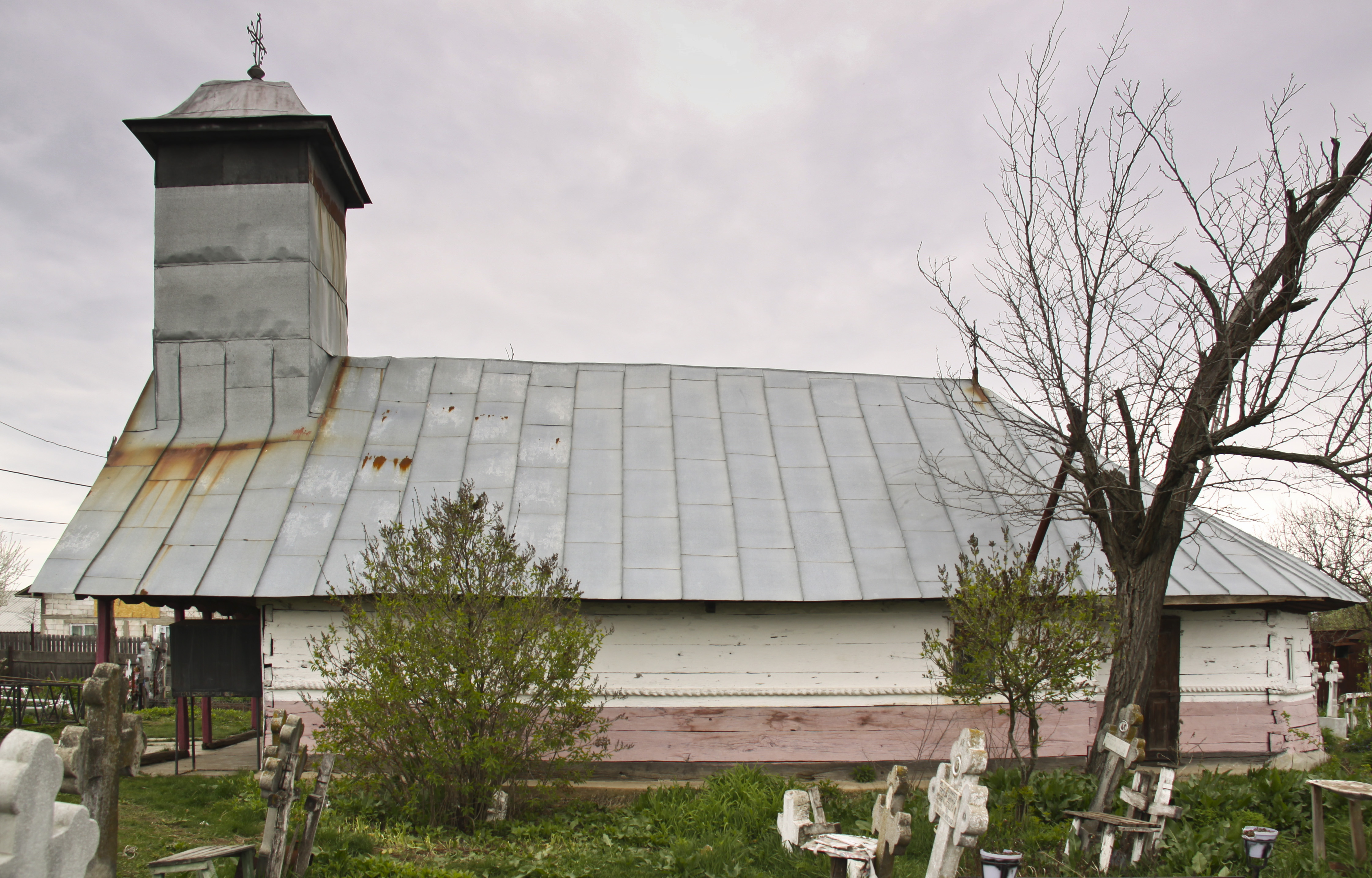
sud
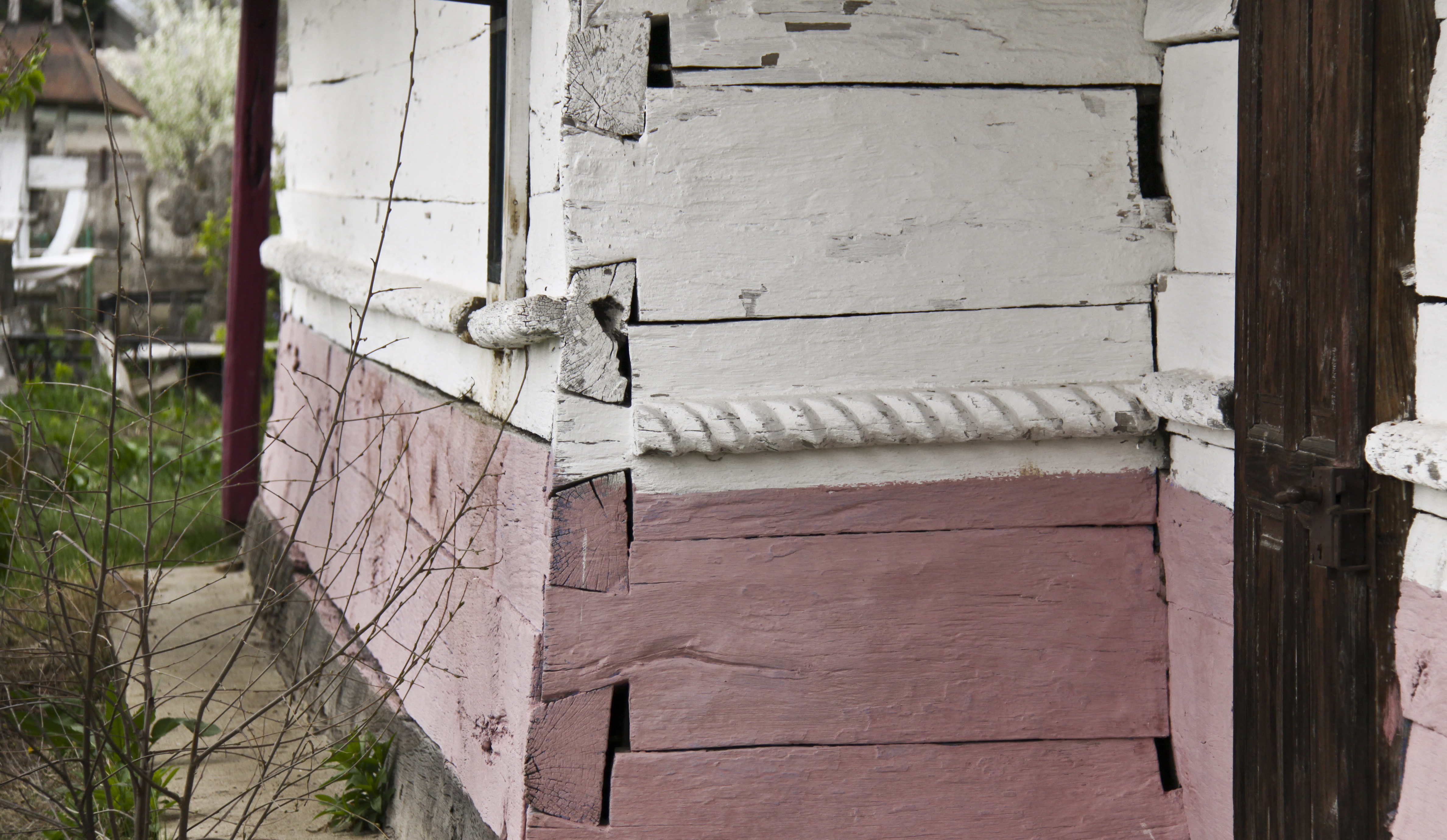
brâul median pe sud
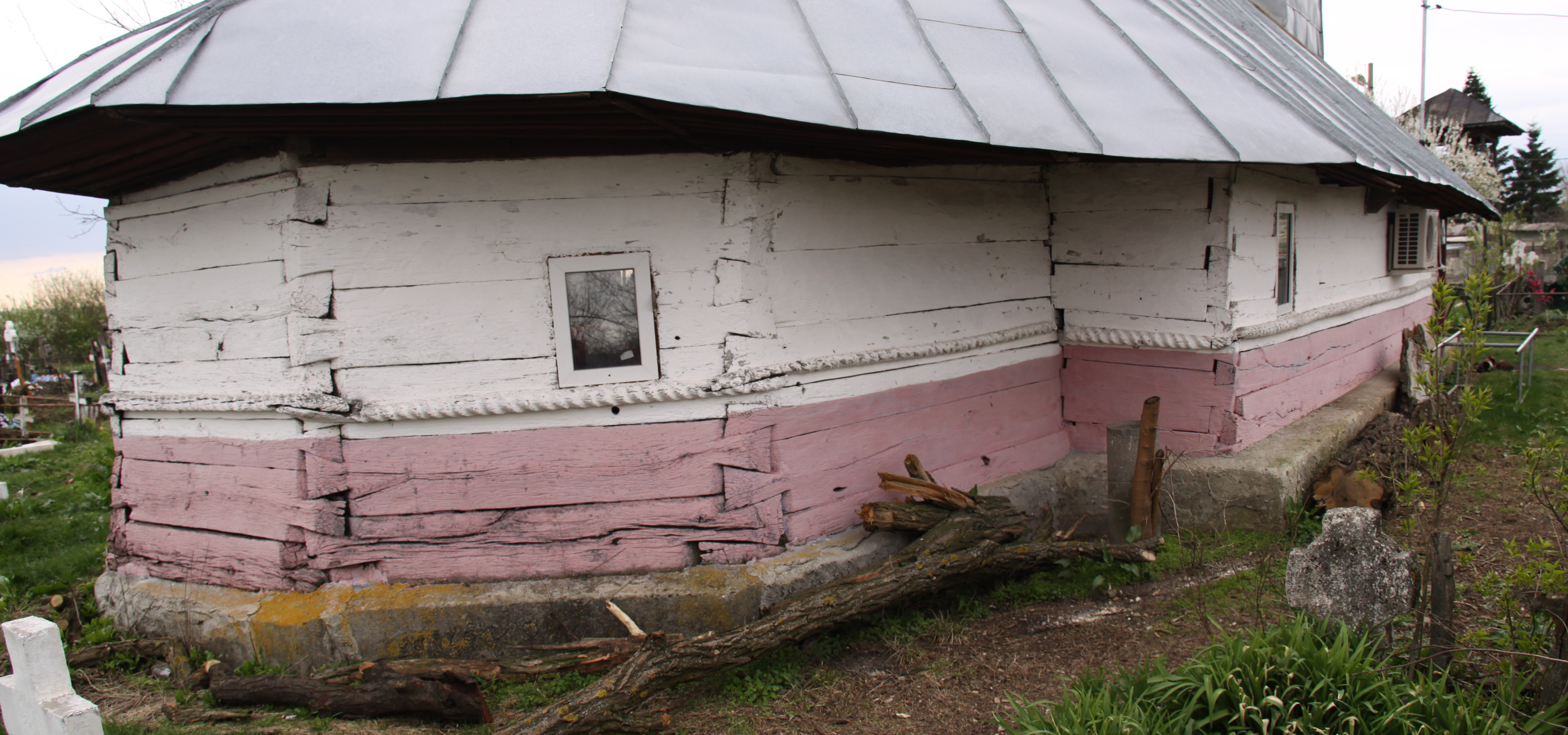
dosul bisericii
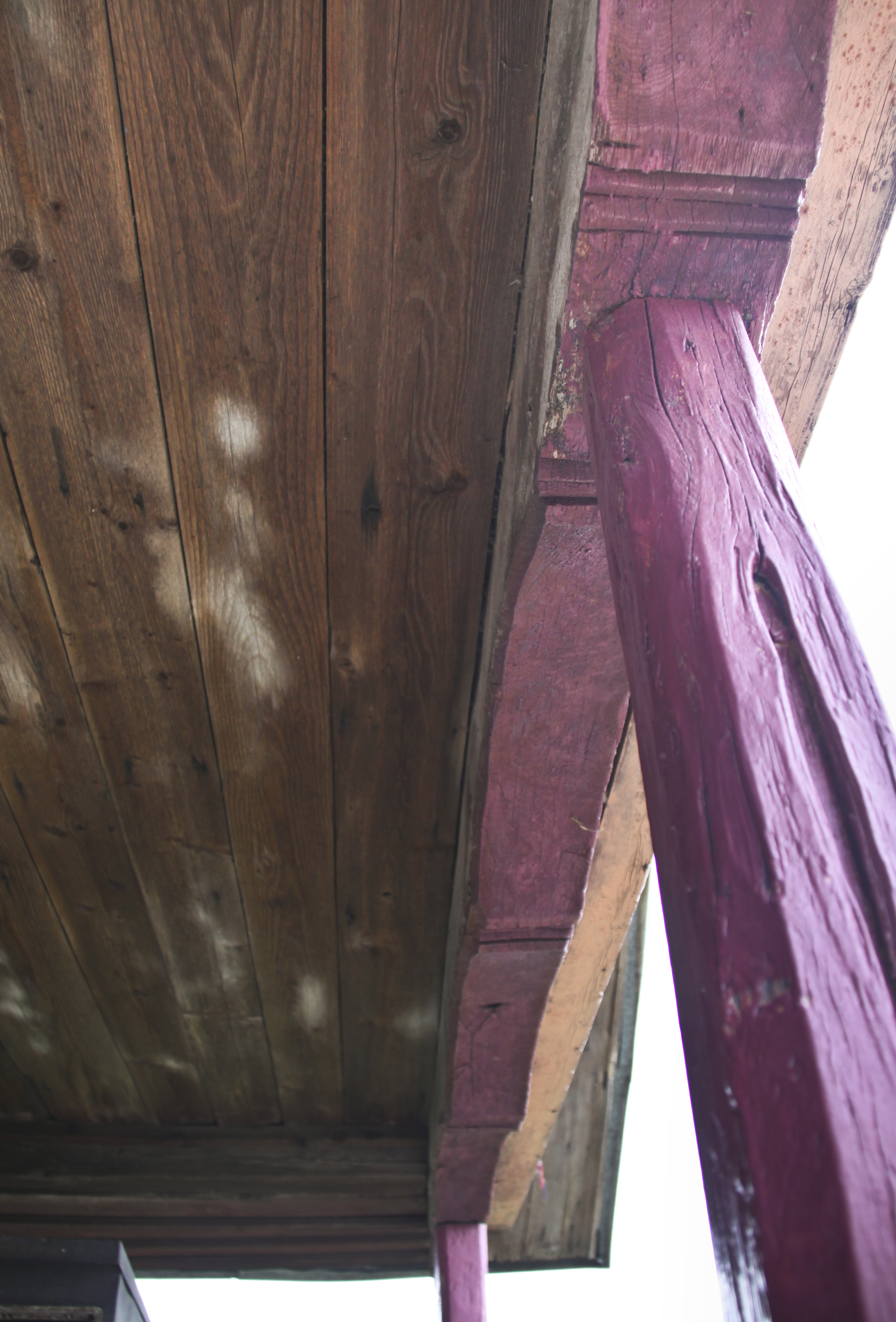
fruntar pridvor
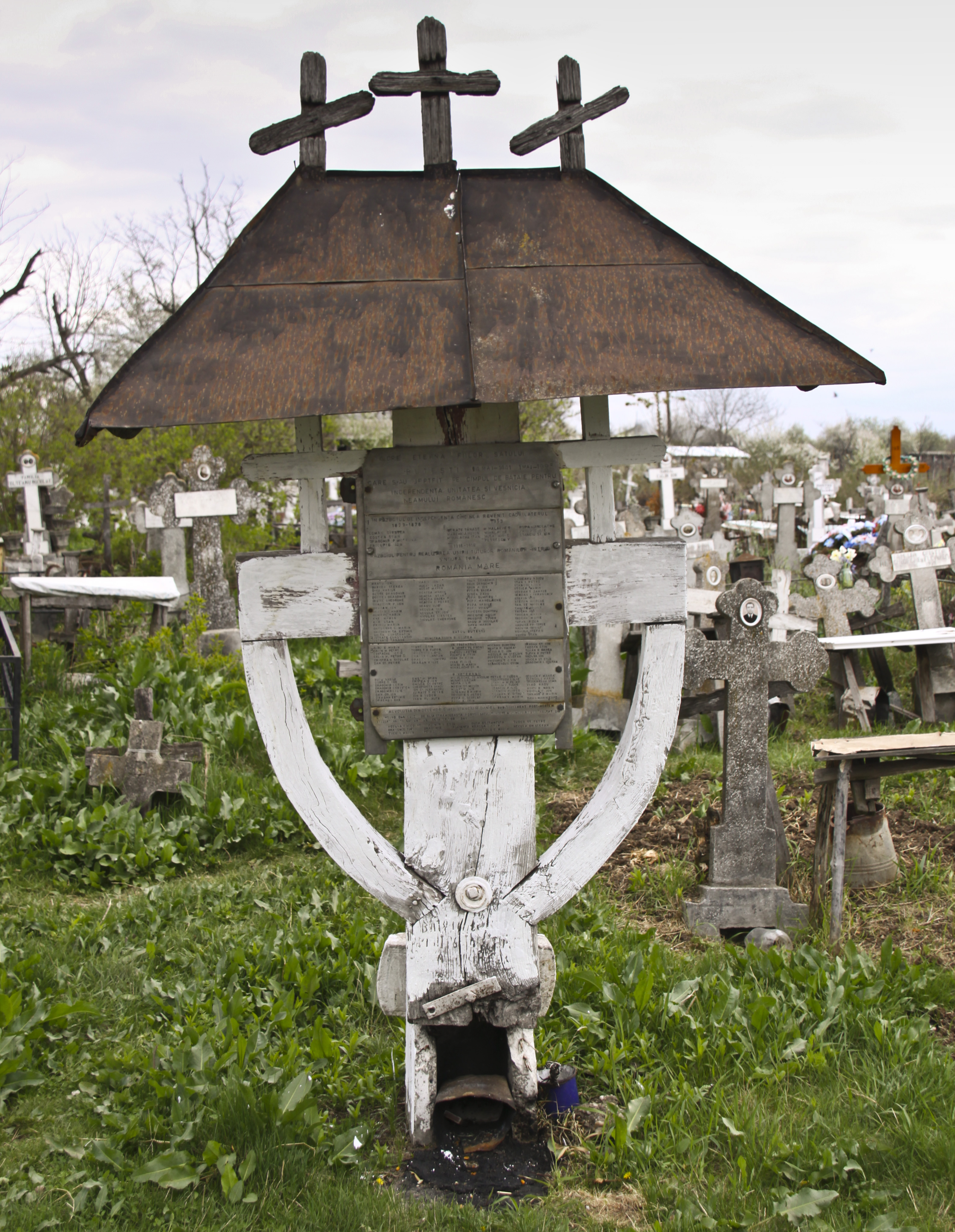
crucea eroilor
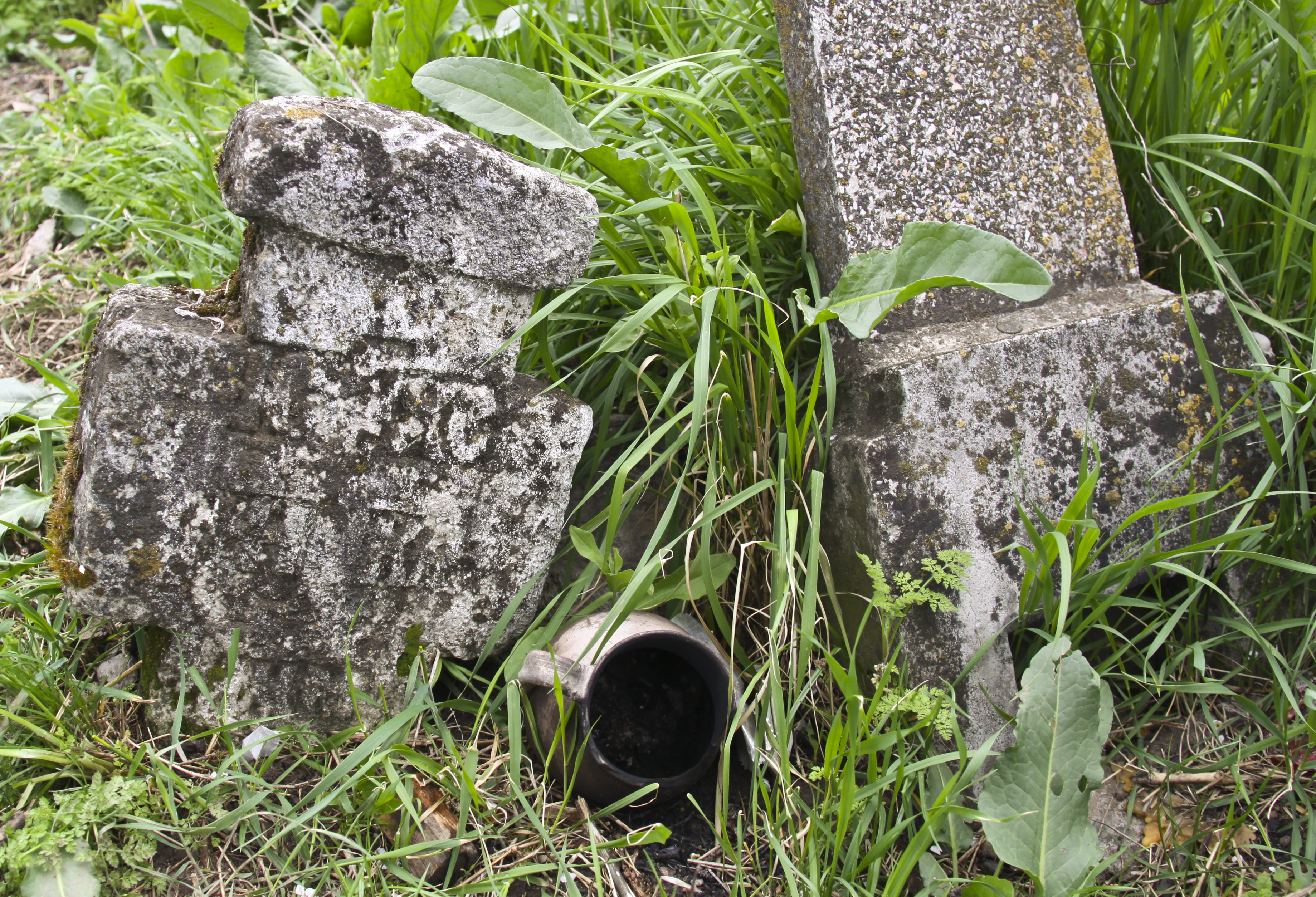
cruce de secol 19
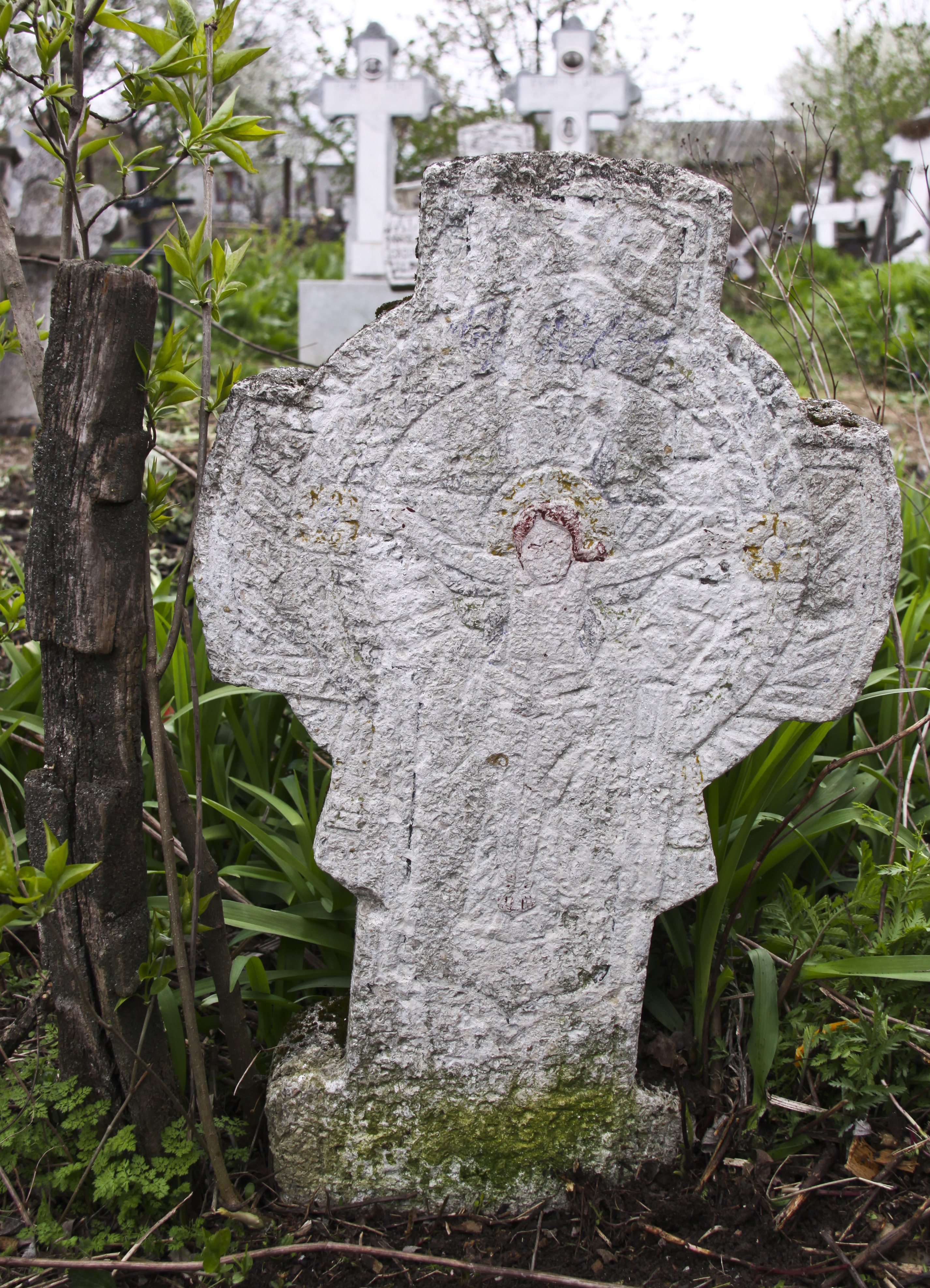
cruce pictată

## Imagini din interior

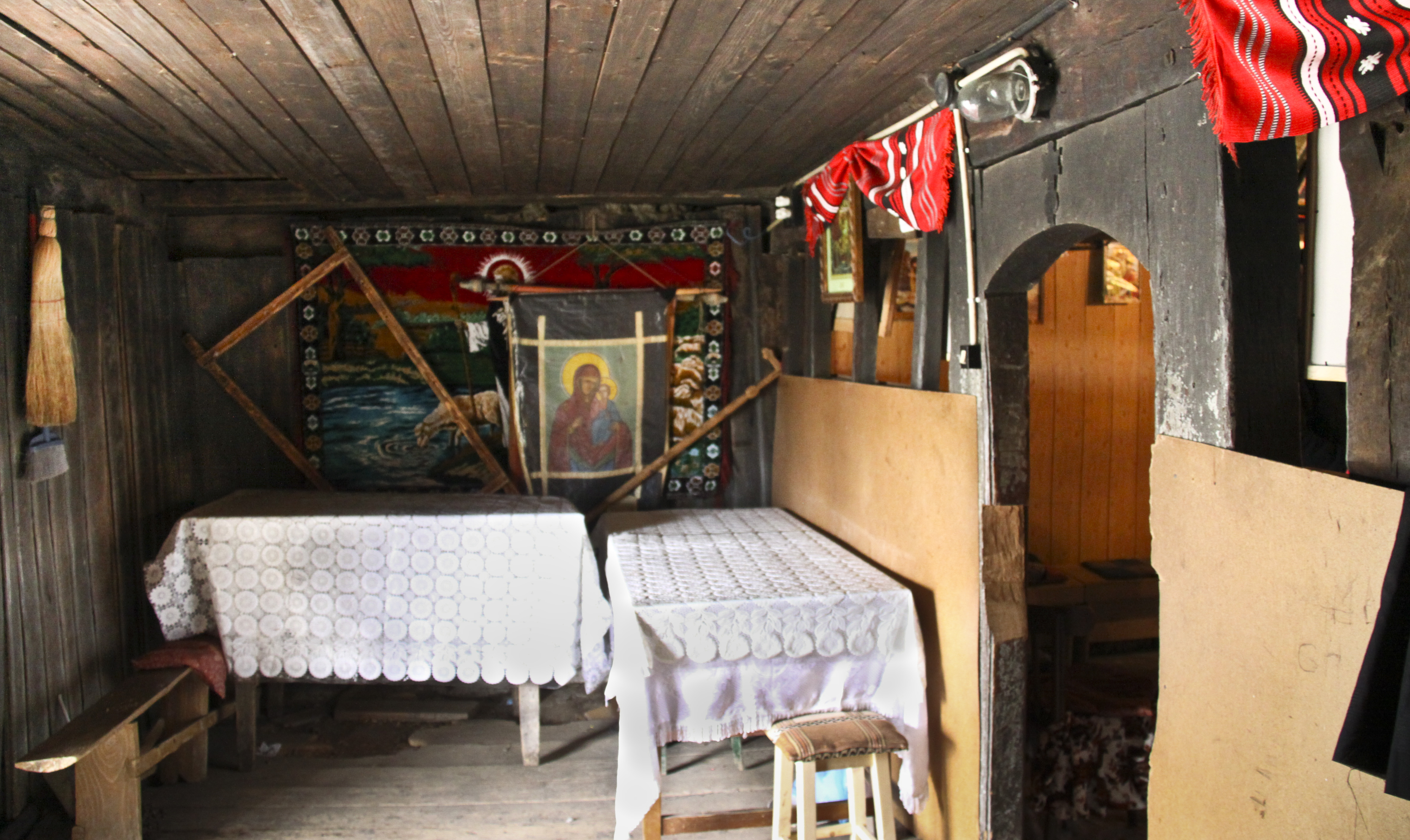
tinda
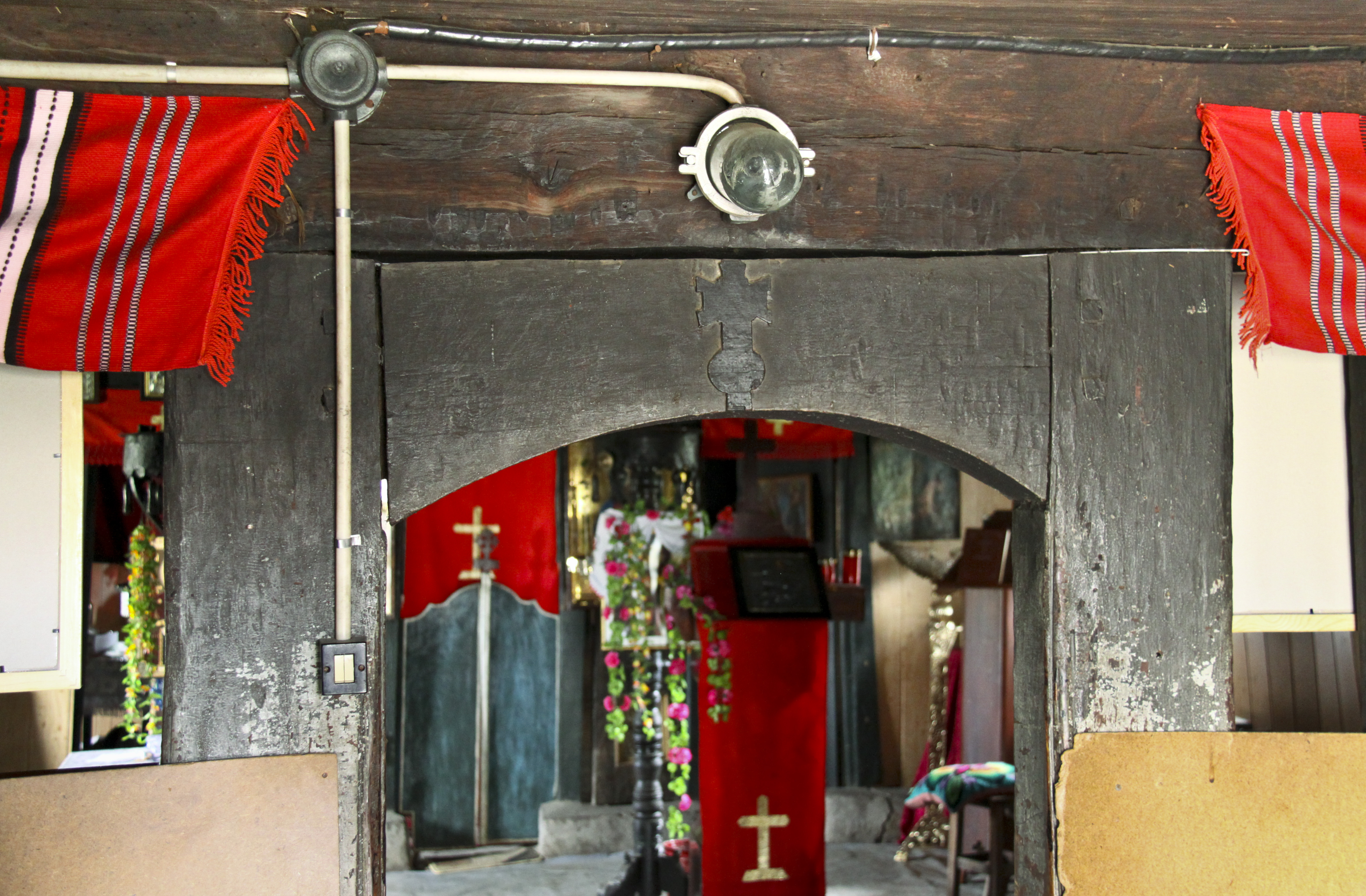
portal spre naos
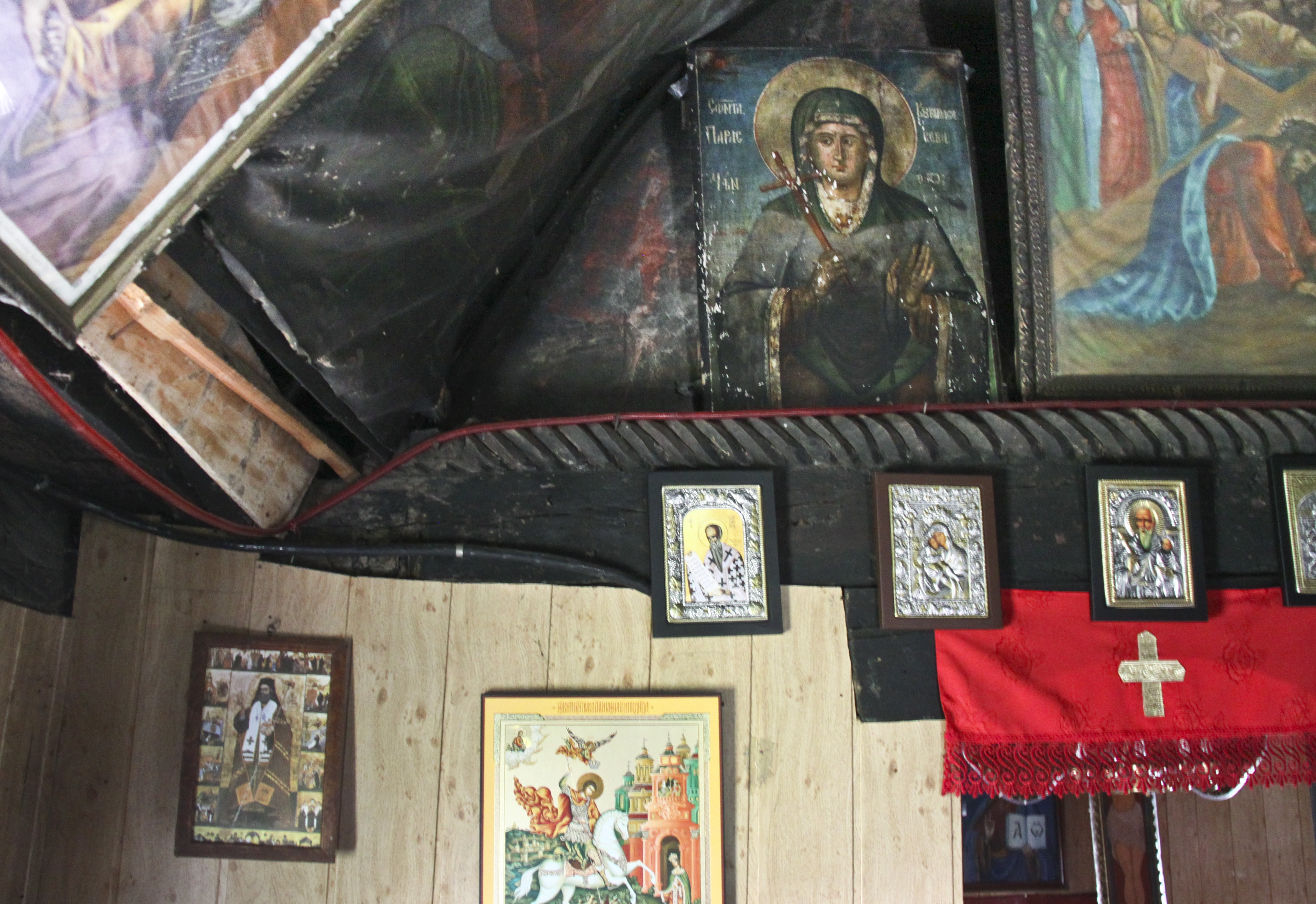
detaliu tâmplă
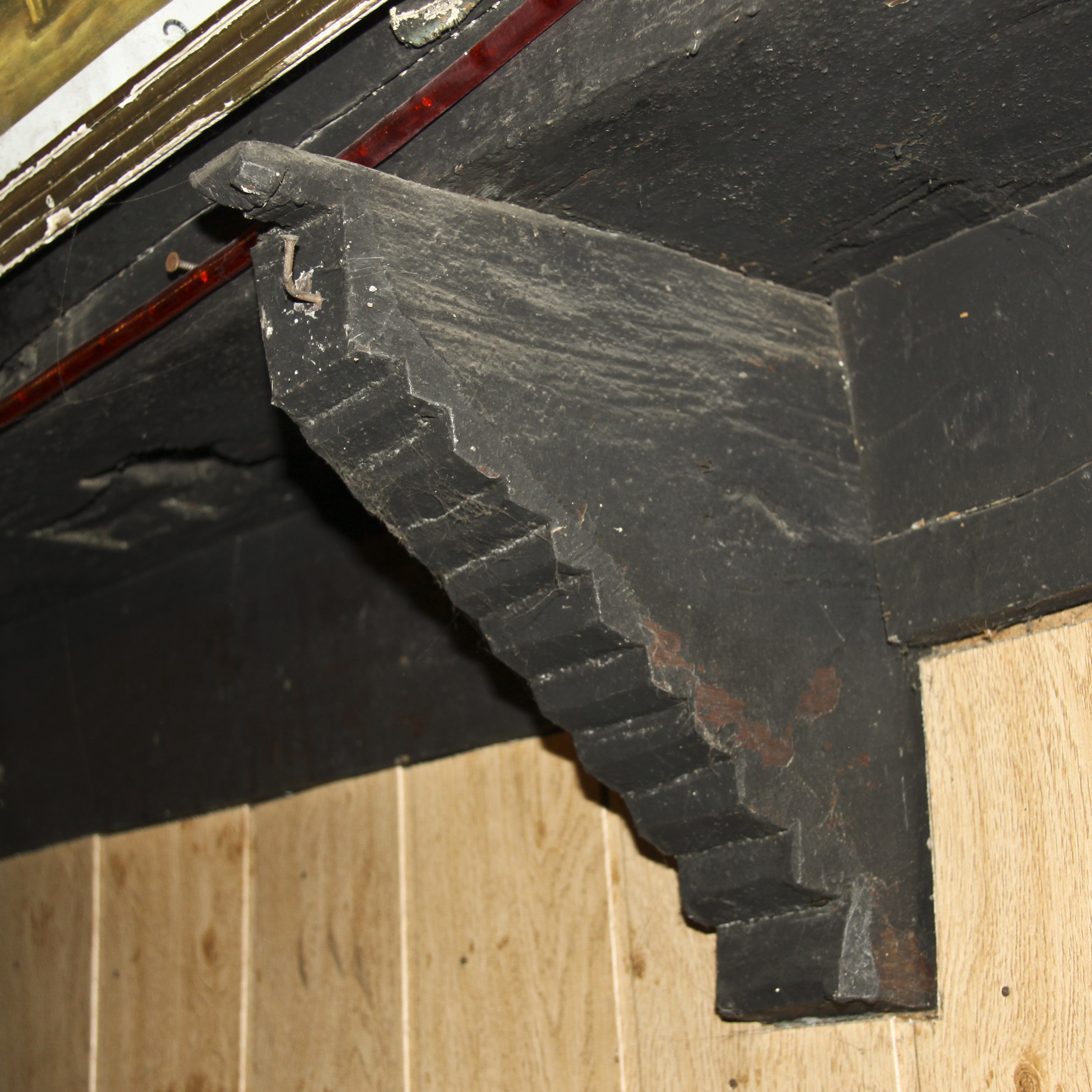
consolă sub boltă, naos
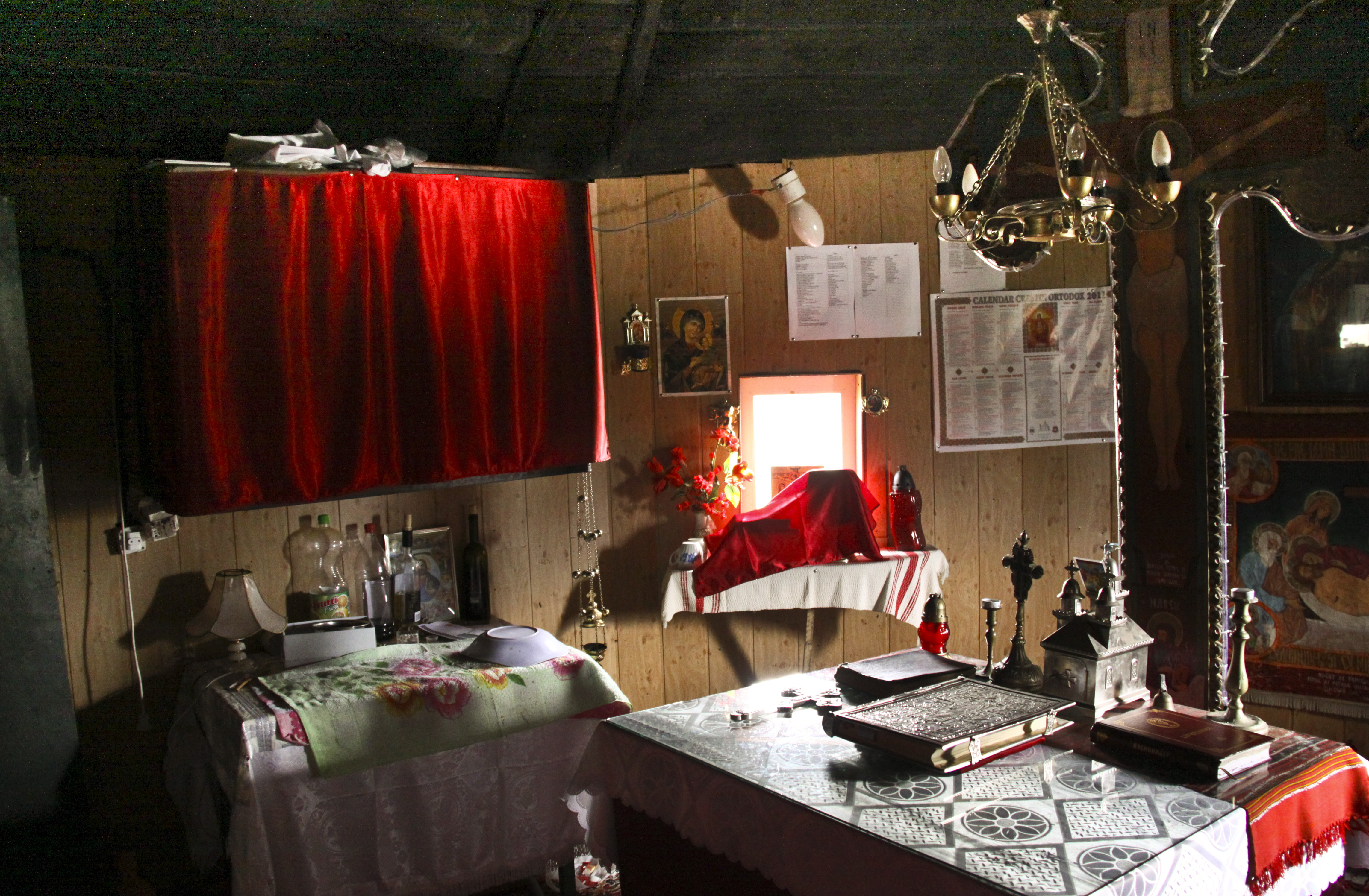
în altar
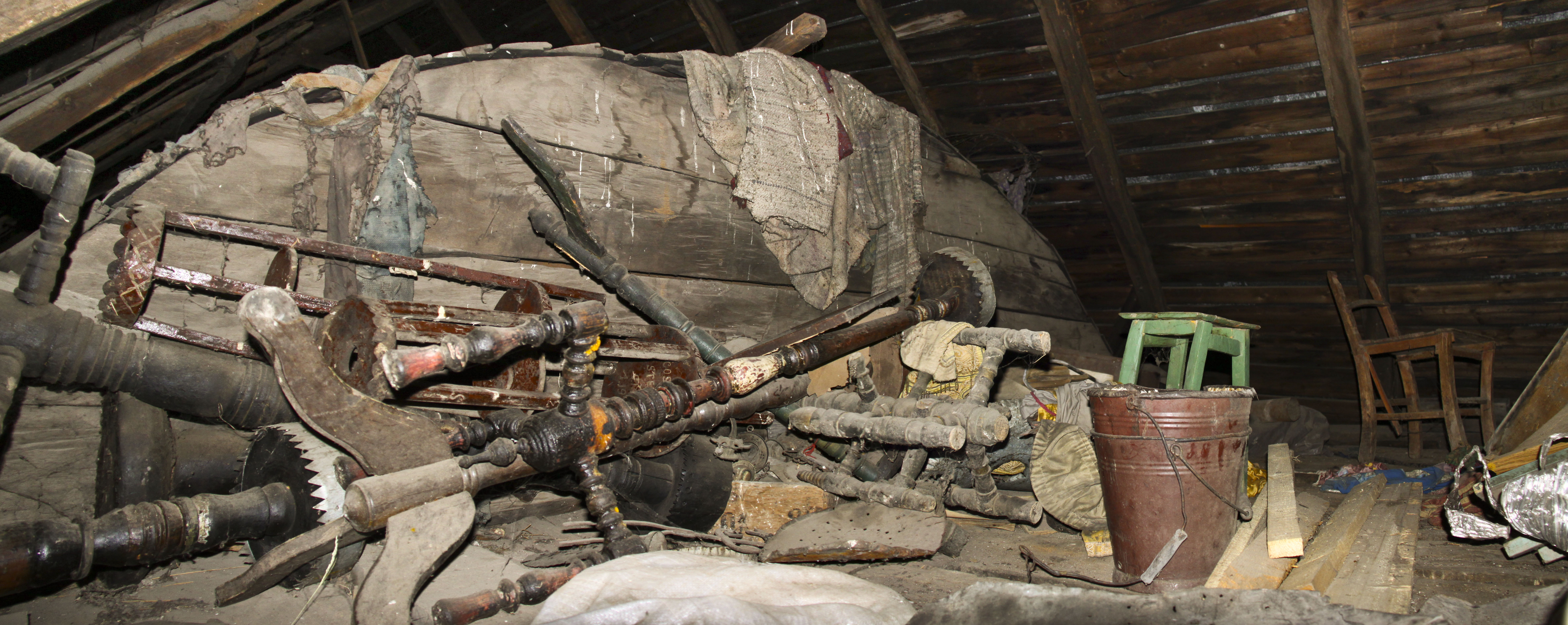
în pod
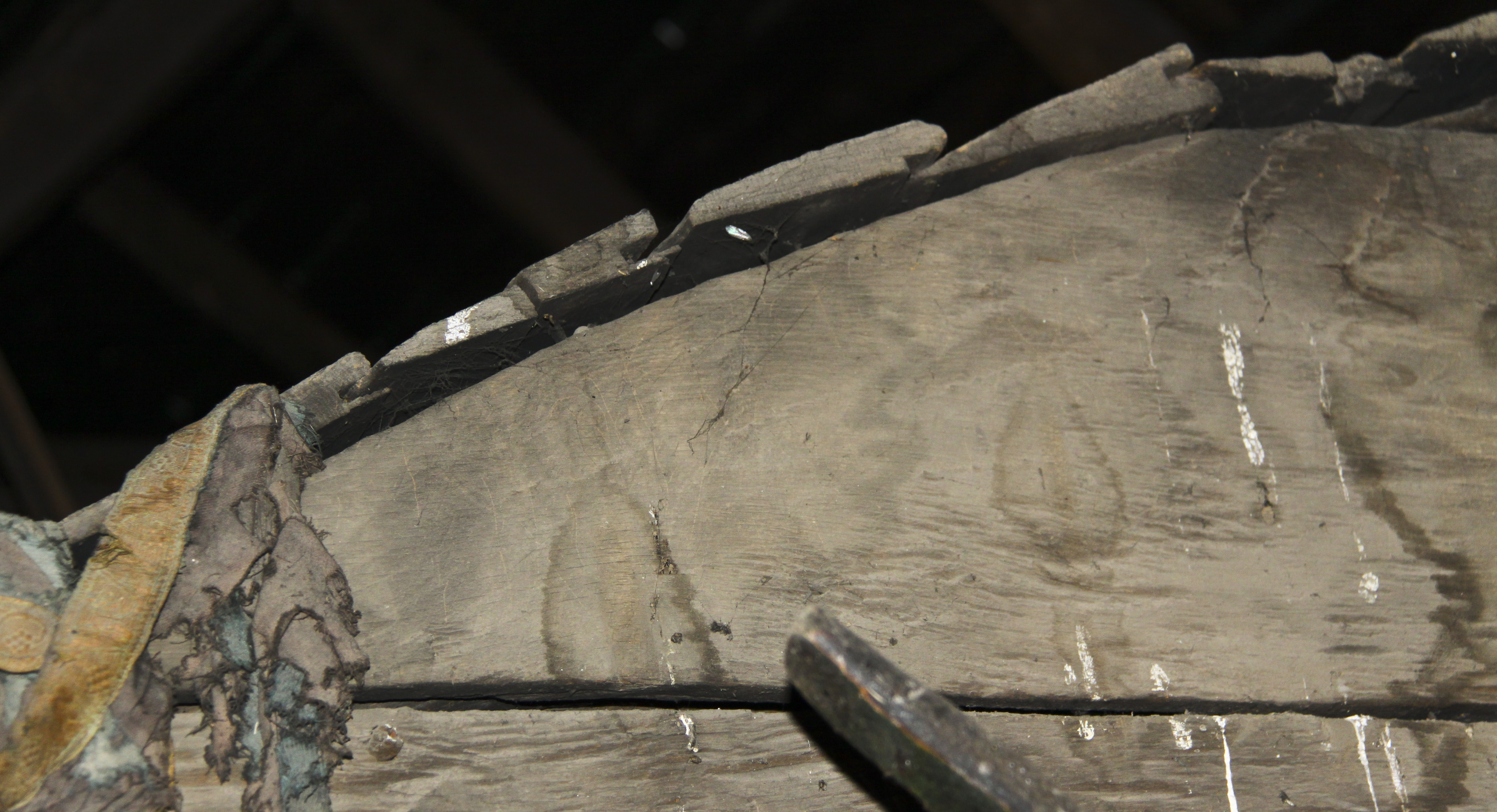
în pod, detaliu boltă